# Arc de triomf de Narva

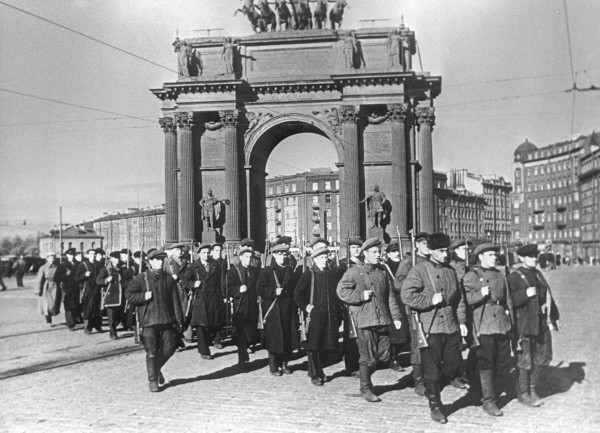
Durant el Setge de Leningrad de 1942

L'arc de triomf de Narva (en rus Нарвские триумфальные ворота, Nàrvskie triumfàlnie vorota) és un monument erigit a la gran plaça de Narva (coneguda com a plaça Stàtxek en els anys soviètics) a Sant Petersburg el 1814, per commemorar la victòria russa sobre Napoleó Bonaparte. L'estructura de fusta va ser construïda a la carretera que duia a Narva amb el propòsit de donar la benvinguda als soldats que estaven retornant de l'estranger després de la seva victòria sobre Napoleó. L'arquitecte de l'arc de triomf original va ser Giacomo Quarenghi. L'arc de Narva se suposa que va ser la resposta a l'Arc de Triomf del Carrousel de París, aixecat originalment per celebrar la victòria de Napoleó sobre els aliats a la batalla d'Austerlitz, però el material utilitzat va ser d'un guix resistent a la intempèrie que no havia estat pensat per ser permanent.

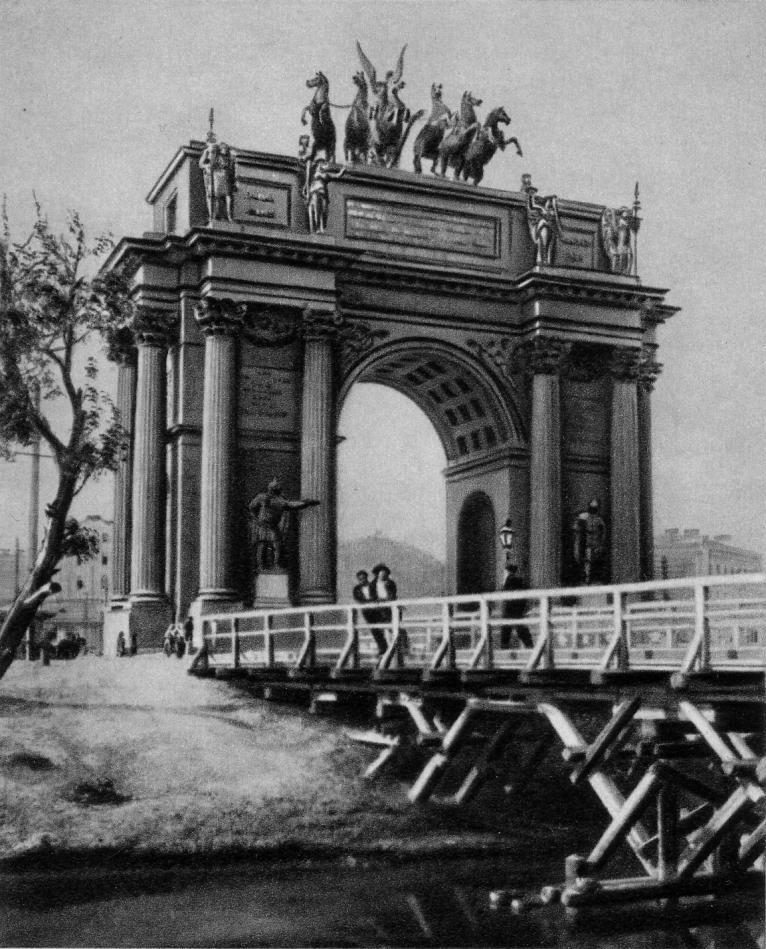
Arc de triomf de Narva el 1910

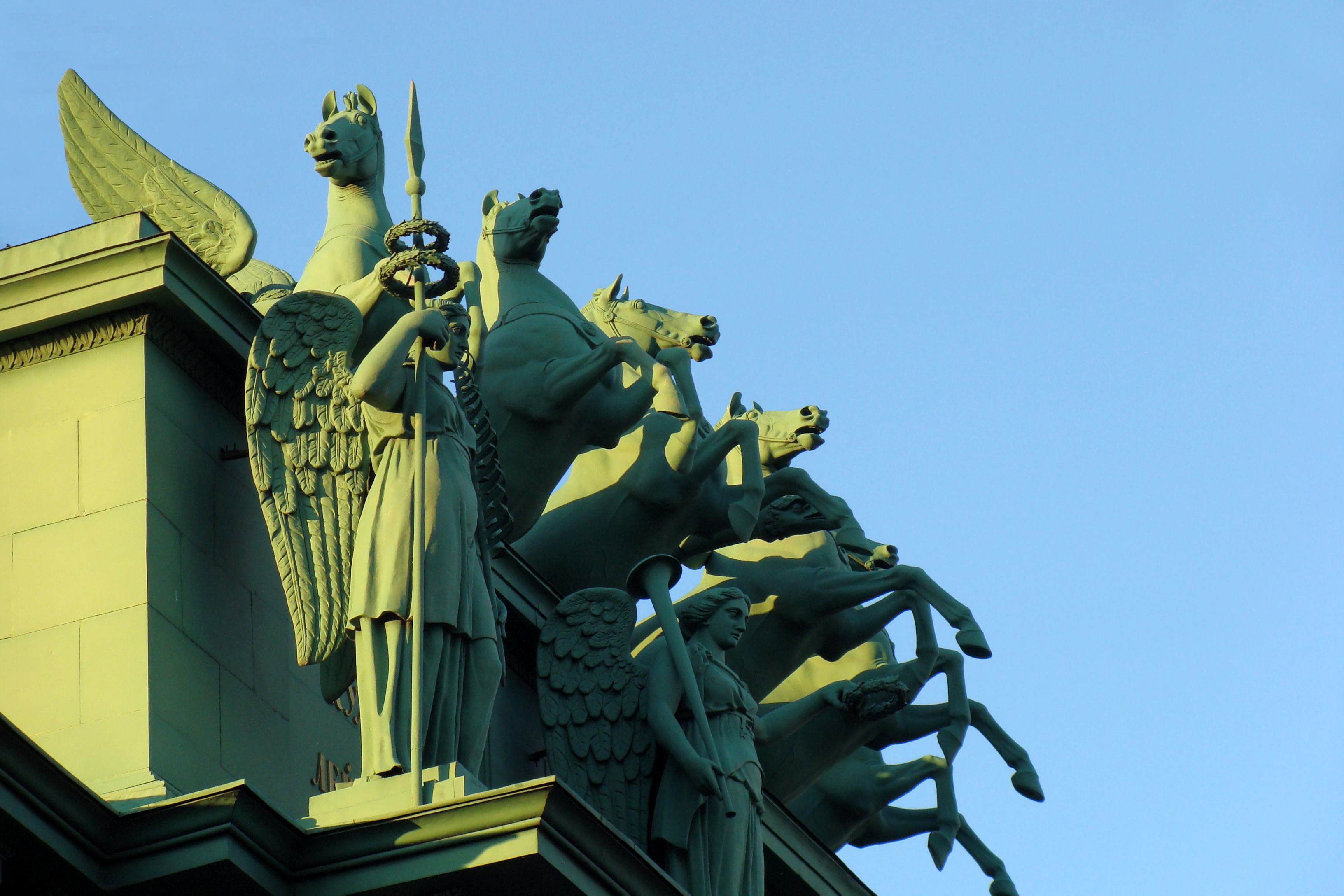
Els sis cavalls del carro de Nike al damunt de l'arc; fot. Ivonna Nowicka

Entre 1827 i 1834 Vassili Stàssov el va redissenyar i va reconstruir l'arc en pedra. Stàssov també havia erigit una porta similar a la carretera que condueix a Moscou. L'escultor Vassili Demut-Malinovski va ser el responsable de la decoració escultòrica de l'arc. Les escultures de Fama oferint corones de llorer, tal com és convencional als arcs des del temps de l'Imperi Romà, omplen els carcanyols de l'arc central. Nike, la deessa de la victòria en el combat, domina l'arc en un carro estirat per sis cavalls esculpits per Peter Clodt Von Jürgensburg.
L'any 1989 es va obrir un petit museu militar a l'interior de la part superior de l'arc.
A principis del segle xxi la porta va ser restaurada i, segons els experts, estava en unes condicions molt bones l'agost del 2009.